# 小島要治
小島 要治（こじま ようじ、1917年2月28日 - 1991年10月23日）は、日本の経営者。カゴメ社長、会長を務めた。愛知県名古屋市出身。

## 経歴・人物
1935年、旧制愛知県熱田中学校（現・愛知県立瑞陵高等学校）を卒業し、同年に愛知トマト製造（現在のカゴメ）に入社した。1949年に取締役に就任し、1962年に常務、1969年に副社長を歴任し、1979年から1982年までに社長を務めた。
1991年10月23日、心不全のために死去。74歳没。